# نحت الصدف في بيت لحم

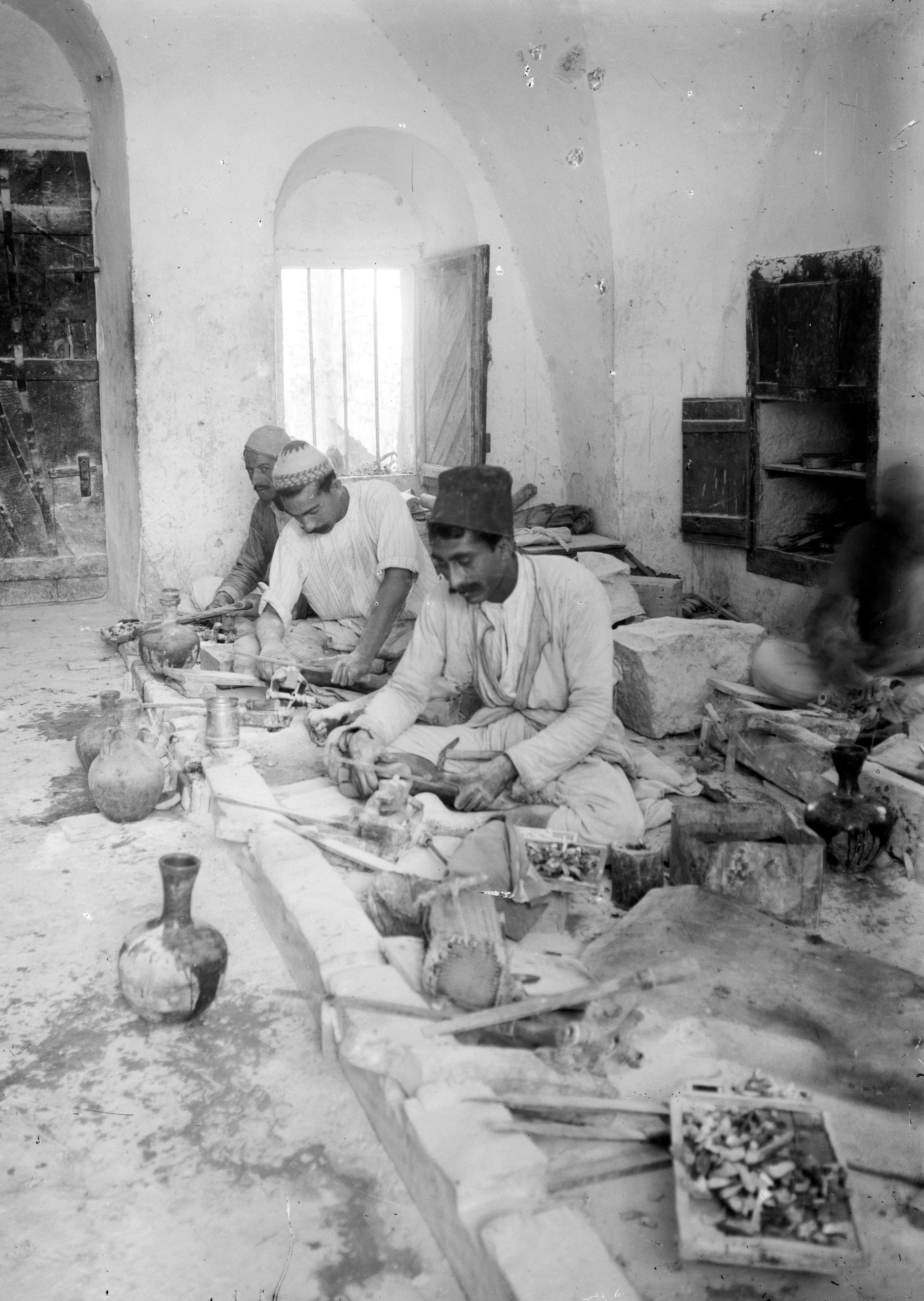
العاملين في نحت أم اللؤلؤ. الصورة مأخوذة من 1900-1920 بواسطة مستعمرة أمريكية، القدس.

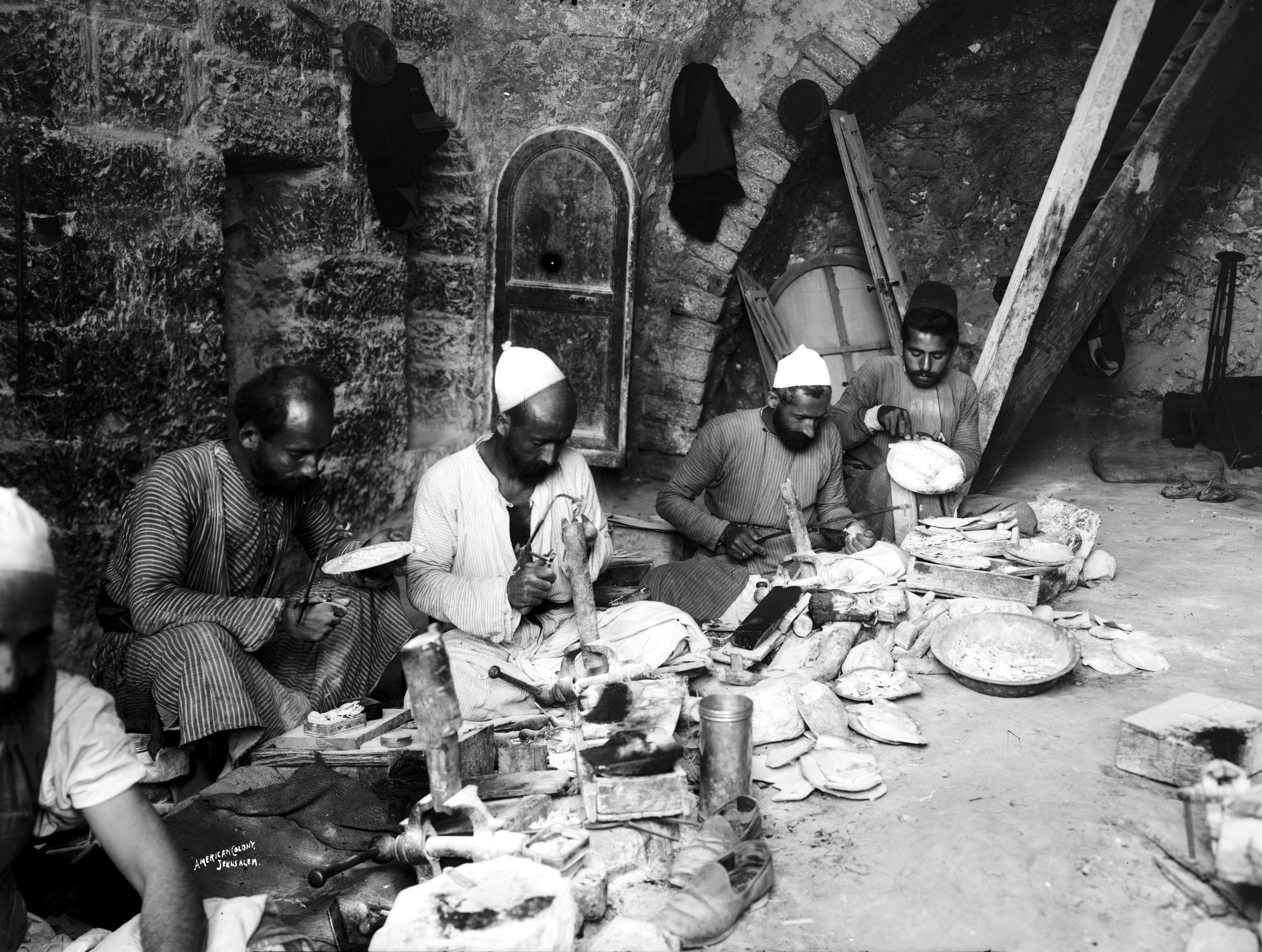
العاملين في نحت أم اللؤلؤ. الصورة مأخوذة من 1900-1920 بواسطة مستعمرة أمريكية ، القدس.

نحت أم اللآلئ هي حرفة يدوية تقليدية في بيت لحم، ويقال أنه قد تم تقديمها إلى المدينة من قبل الرهبان الفرنسيسكان من إيطاليا في القرن الخامس عشر.
استحوذ موقع بيت لحم كمدينة مسيحية مهمة لعدة قرون على تدفق مستمر من الحجاج. أدى ذلك إلى توليد الكثير من العمل والدخل المحلي للنساء أيضاً، بما في ذلك صنع هدايا تذكارية من صدف أم اللآلئ. وفقًا لوير، فإن توظيف النساء في بيت لحم في صناعة أم اللؤلؤ يعود إلى القرن السابع عشر على الأقل.  وتم ملاحظة هذا الأمر من قبل ريتشارد بوكوك، الذي سافر إلى هناك في عام 1727. 
في السابق كان يأتي معظم المحار من البحر الأحمر والذي يستخدم في الإمداد لصناعة صدف أم اللؤلؤ. أما اليوم فإن أستراليا وكاليفورنيا ونيوزيلندا والبرازيل هم المصدرين الرئيسيين. 
المعرض الأول في الغرب لعرض القطع الأثرية لصدف أم اللؤلؤ من فلسطين كان في معرض عالمي في نيويورك عام 1852. وعرض الشقيقان، جريس وإبراهيم منصور أعمالهما وحققا نجاحاُ كبيراُ.
تشمل منتجات الوقت الحالي: الصلبان والأقراط والدبابيس وإطارات الصور.

## مؤلفات وكتب
- وير، شيلاغ (1989). زي فلسطين، لندن: منشورات المتحف البريطاني (ردمك 0-7141-2517-2) ISBN   0-7141-2517-2 . (كتالوج المعرض)
- بوكوك، ريتشارد (1811): مجموعة عامة من أفضل وأهم الرحلات والسفر في جميع أنحاء العالم: تمت ترجمة العديد منها الآن إلى الإنجليزية، (يبدأ بوكوك في الصفحة 406).

## روابط خارجية
- أم اللؤلؤ، حرفة فلسطينية تقليدية بقلم سليم الزغبي، بناءً على كتاب "Nacar di Palestina" للمخرج إنريكي جيدي، كولومبيا.
- المنتجات السياحية Palestine-family.net ، 23.01.2007، بناءً على كتاب «بيت لحم، المدينة الخالدة» للمخرج جريس العلالي